# Menhirs de Lespurit Ellen
Les menhirs de Lespurit Ellen sont un groupe de trois menhirs situé sur la commune de Plovan, dans le département du Finistère en France.

## Historique
Ils sont classés au titre des monuments historiques par arrêté du 6 mars 1923.

## Description
Un seul menhir est encore dressé, les deux autres sont couchés au sol. Le menhir debout mesure 7 m de hauteur. Les menhirs ont probablement été extrait de la petite falaise en granite visible à proximité.

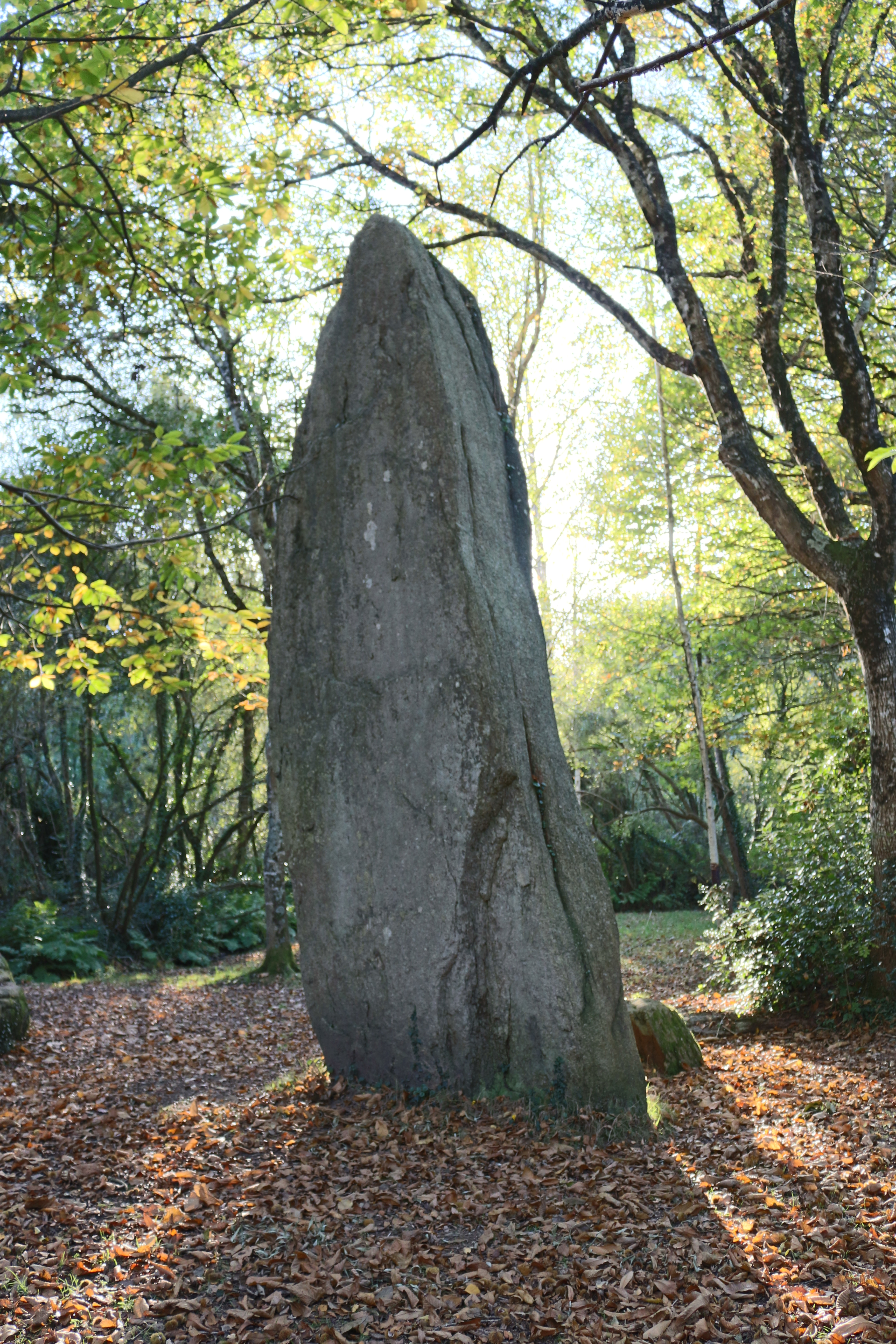
Le grand menhir de Lespurit-Ellen.
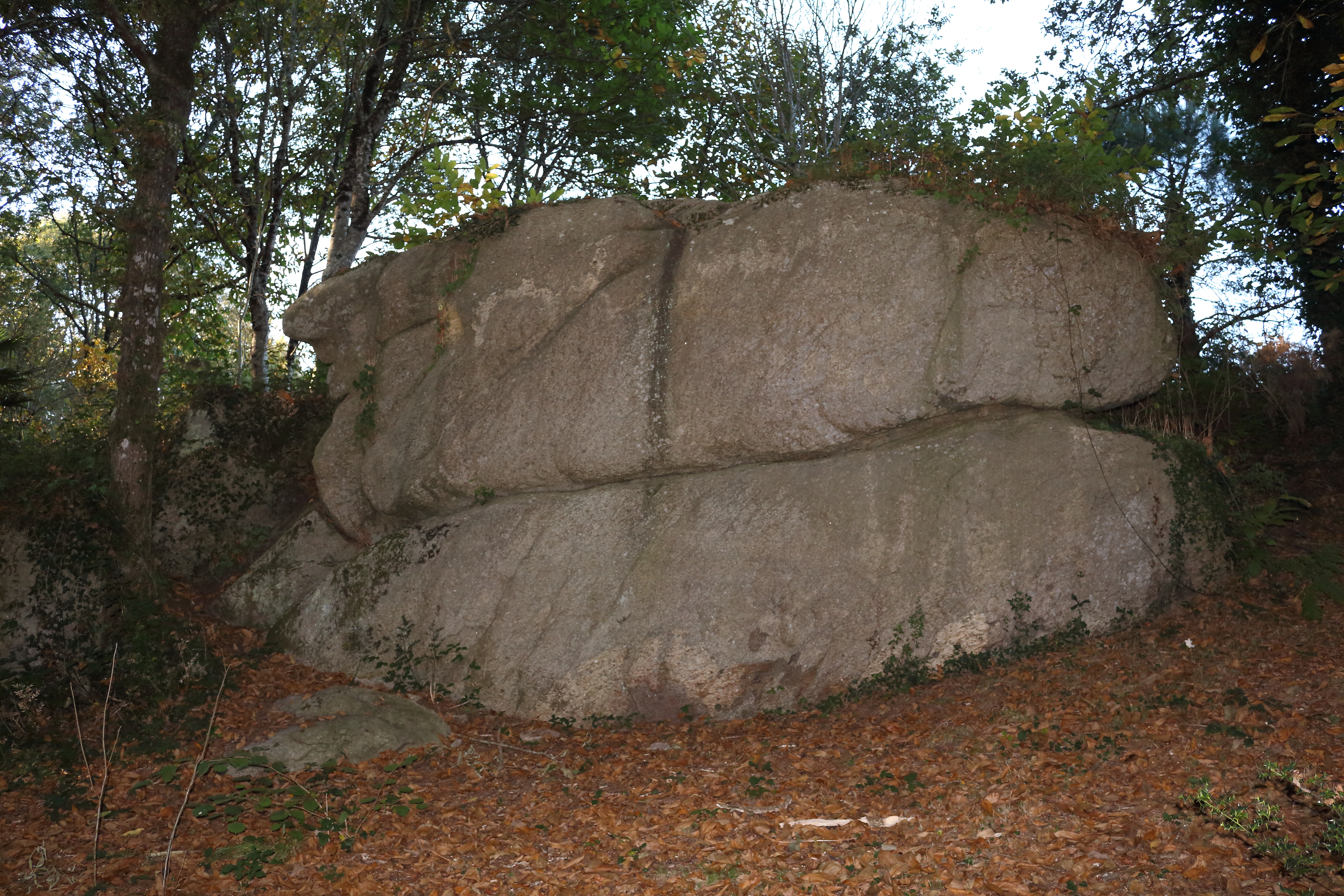
Ancien front de taille à proximité des menhirs de Lespurit-Ellen.